# Juan Fernando Fonseca

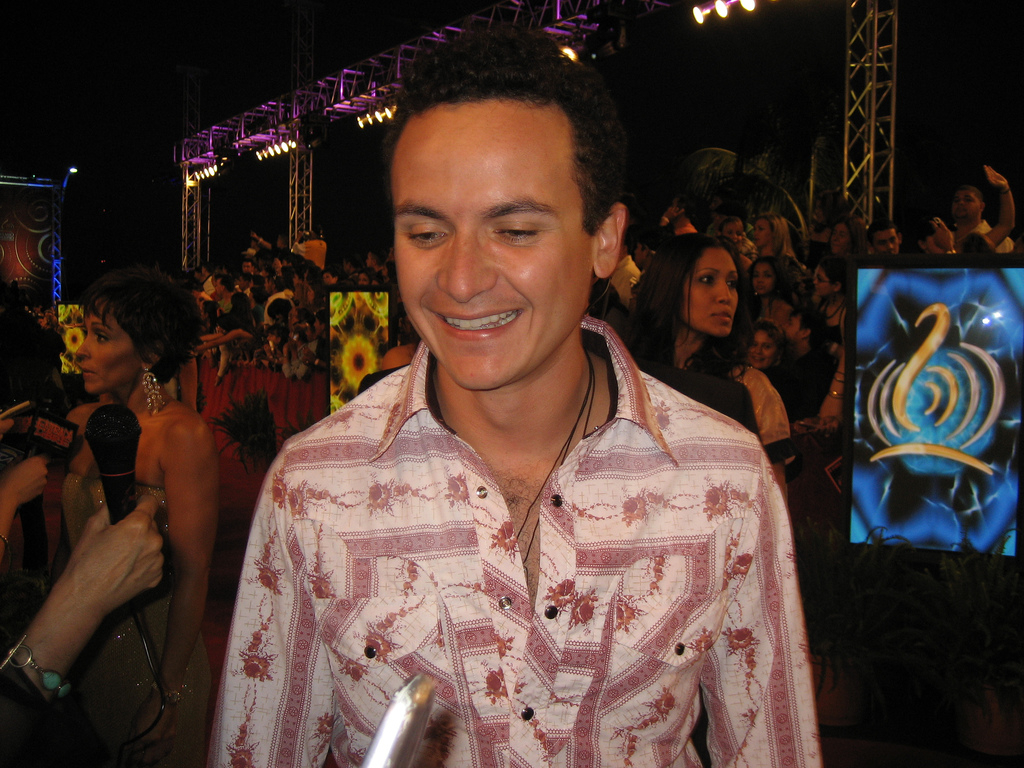
Fonseca bei den Lo Nuestro Awards 2007

Juan Fernando Fonseca (* 29. Mai 1979 in Bogotá) ist ein kolumbianischer Sänger und Komponist. In seinem Heimatland ist der in Bogotá lebende Künstler vor allem unter seinem Künstlernamen Fonseca bekannt.

## Leben
Fonseca komponierte bereits als Kind erste Lieder. Er studierte Musik an der Pontificia Universidad Javeriana in Bogotá und am Berklee College of Music in Boston. Vor der Veröffentlichung seines ersten Albums Fonseca, mit dem er 2002 in Kolumbien schlagartig bekannt wurde, war Fonseca Mitglied der Rockband Baroja. Seine Musik ist eine Mischung aus traditioneller kolumbianischem Vallenato, Cumbia und Rhythmen der Pop- und Rockmusik.
Sein zweites Studioalbum, Corazón wurde am 23. Mai 2006 veröffentlicht und erreichte Platz sieben in den US Tropical Albums Charts. Drei der elf Tracks des Albums wurden zu Singles, darunter Te Mando Flores, Como Me Mira und Hace Tiempo. Am 27. Mai 2008 erschien Fonsecas drittes Album Gratitud, das in den US Latin Albums Charts sehr erfolgreich war. Die vier Singles Enrédame, Arroyito, Paraíso und Estar Lejos produzierte er gemeinsam mit dem amerikanischen Musiker Willie Colón.
Mit seiner Musik versucht Fonseca sich auch politisch für sein Mutterland Kolumbien einzusetzen und es zu verändern. In einem Bericht äußerte sich Fonseca: „Ich freue mich, dass ich auf meiner „Illusion World Tour“ die Botschaft Kolumbiens in die Vereinigten Staaten tragen werde. Ich bin sehr stolz auf mein Land und fühle mich geehrt, sein Botschafter zu sein.“ Fonseca erklärt, dass er Musik als Repräsentation von Kultur ansieht. Daher macht es für ihn Sinn, seine Musik zur Förderung und Aufklärung von Menschen über Kolumbien zu verwenden.

## Auszeichnungen
Fonseca erhielt 2006 für sein Lied Te mando flores einen Latin Grammy und einen Premio MTV Latinoamérica als bester neuer Künstler. Das Lied Enrédame des Albums Gratitud erreichte 2008 Platz 1 in den kolumbianischen Charts. Am 24. September 2013 erhielt Fonseca in Miami den „SESAC Latina Radio and TV Performance Award“. Sinfonik wurde 2014 zum bestes traditionellen Pop-Vocal-Album (Best Traditional Pop Vocal Album) gewählt und 2019 erreichte diese Auszeichnung erneut mit dem Album Augustin.

## Diskografie

### Alben
- 2002: Fonseca
- 2006: Corazón
- 2007: Corazón Edición Especial
- 2008: Gratitud
- 2011: Ilusión
- 2015: Conexión
- 2018: Simples Corazones
- 2018: Agustín